# Lucius Vorenus en Titus Pulio
Lucius Vorenus en Titus Pullo (ook wel geschreven als Pulio) zijn de twee centurio's die door Gaius Julius Caesar in zijn "De bello Gallico" (Over de Gallische oorlog) worden genoemd. Hij beschrijft Lucius Vorenus en Titus Pullo in zijn vijfde boek over deze oorlog. In boek 5.44 verhaalt Caesar over de strijd zichzelf te bewijzen tussen Titus Pullo en de centurio Lucius Vorenus. Hieronder staat het betreffende stuk:

"44. Er waren bij dat legioen twee dappere centurio's, die hun bevordering tot centurio's van den eersten rang in uitzicht hadden, Titus Pulio en Lucius Vorenus. Deze hadden voortdurend geschil met elkander over de vraag, wie van beiden de voorkeur verdiende en jaar in jaar uit wedijverden zij met de hoogste ijverzucht om hun bevordering. Toen nu allerhevigst bij de verschansingen werd gevochten, riep Pulio: "Wat aarzelt gij, Vorenus? op welke andere gelegenheid wacht gij nog, om uw dapperheid te toonen? deze dag zal onzen twist beslechten." Toen hij dit gezegd had, kwam hij buiten de verschansingen en stortte zich in het dichtst der vijanden. Nu bleef ook Vorenus niet langer binnen den wal, maar, het algemeene oordeel vreezende, volgde hij hem. Nu wierp Pulio op geringen afstand zijn speer op de vijanden en doorboorde er een, die uit den drom tevoorschijn sprong. De vijanden dekken den getroffene en ontzielde met hun schilden, slingeren alle hun werpspiesen op Pulio en snijden hem den terugweg af. Zijn schild wordt doorboord en een werpspies blijft vastgehecht in den gordel. Door dit ongeval wordt de scheede verschoven en de hand belemmerd, waarmee hij het zwaard wil trekken; buiten staat zich te verdedigen omringen hem de vijanden. Daar snelt zijn vijand Vorenus toe en brengt hem hulp in zijn nood. De gansche schare wendt zich nu van Pulio af en richt zich tegen hem; Pulio, meenen zij, is door de werpspies doorboord. Vorenus stort zich nu met zwaard in de vuist op den vijand, stoot er een neer en drijft de anderen een weinig voor zich uit; terwijl hij wat te onstuimig voortdringt, geraakt hij op een hellende plek en valt. De vijanden omringen hem, maar nu komt Pulio hem te hulp, en beiden trekken zich ongedeerd, nadat zij verscheiden vijanden hebben gedood, met roem bedekt, binnen de verschansingen terug. Zoo heeft het lot in dezen rang- en wedstrijd met beiden zijn spel gedreven, zoodat de eene mededinger den anderen hulp en redding heeft gebracht, en het onmogelijk was te beslissen, wie van beiden in dapperheid den anderen overtrof."

Vertaling: Julius Caesar, Gedenkschriften van den Gallischen Oorlog, uit het Latijn door Dr. J. J. Doesburg, Amsterdam, 1900.

Lucius Vorenus en Titus Pullo spelen een grote rol in de dramaserie Rome van HBO en mede geproduceerd door de BBC, die op de Nederlandse tv is uitgezonden en uitgebracht is op dvd.